# Anonymus Londiniensis

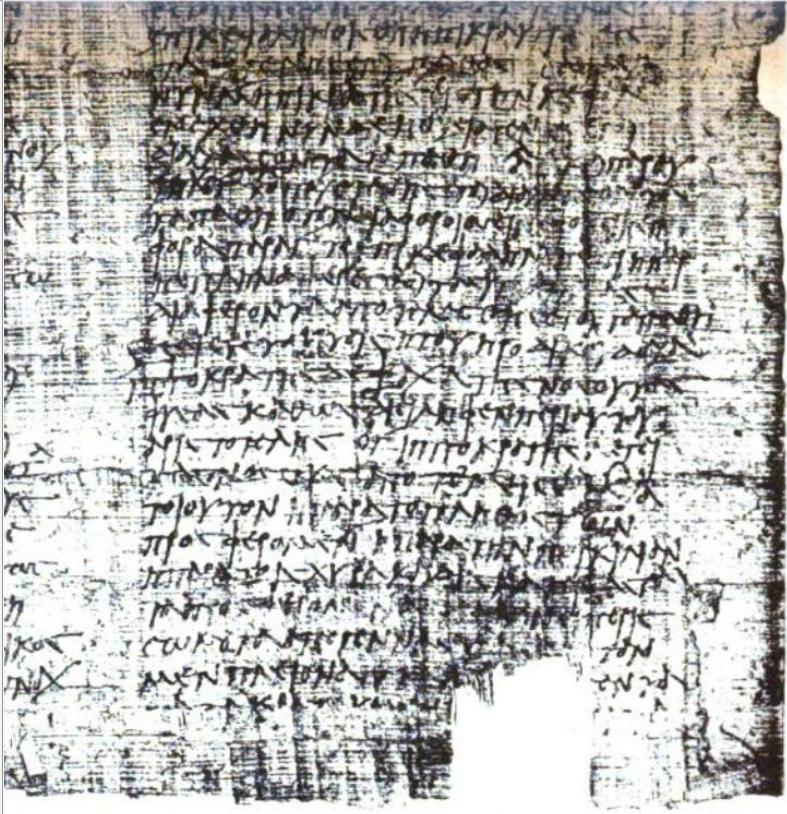
Der Papyrus des Anonymus Londiniensis, Spalte 5, Zeilen 23–45 (aus: Supplementum Aristotelicum III.1, 1893)

Anonymus Londiniensis (auch: Anonymus Londinensis) ist der Notname für den Verfasser eines medizinischen Textes, der im 1. oder 2. Jahrhundert entstanden und auf einem in London befindlichen Papyrus überliefert ist. Der Inhalt des in Ägypten gefundene Papyrus gilt als bedeutendes Zeugnis der Wissenschaftsgeschichte und der Geschichte der Philosophie. Entdeckt wurde der Text eines unbekannten Verfassers in den Beständen des British Museum, aufbewahrt wird er heute unter der Inventarnummer PBrLibr inv. 137 = P.Lit.Lond. 165 in der British Library.
Der Text bietet den fragmentarischen Auszug aus einer antiken Doxographie der Medizin, die eine Art Medizingeschichte beinhaltet. Wahrscheinlich handelt es sich um die bearbeitete Fassung einer im 4. Jahrhundert v. Chr. verfassten Schrift aus dem Schülerkreis des Aristoteles, etwa des Menon. Geschrieben wurde der Text nicht unbedingt in Ägypten, sondern vielleicht in Asien.

## Bedeutung
Neben Platon und Aristoteles ist der Papyrus die älteste Quelle zu Hippokrates, der im Papyrus aber nur als ein Arzt unter vielen erwähnt wird und nicht in der später prominent herausgehobenen Rolle. Er wird eher als Sophist beschrieben denn als Idealbild eines Arztes und „Vater der Heilkunde“. Der Papyrus belegt, dass es eine große Zahl von Medizinschriftstellern im fünften und vierten Jahrhundert vor Christus gab.
Außerdem war vor der Entdeckung des Papyrus die Bedeutung der Philosophen Philolaos und Platon für die Medizin der Antike noch nicht erfasst.
Im Papyrus ist ein in wichtiges Zeugnis für eine der Grundlagen zur Entwicklung wissenschaftlicher Theorien in der Antike zu finden. Demnach erwähnte Herophilos von Chalkedon die empirische Beobachtung der Phänomene als Ausgangspunkt heuristischer, nicht rein logischer wissenschaftlicher Theorien, die den Theorien vorausgehen müsse. Aus dem Papyrus weiß man auch, dass Erasistratos mindestens ein quantitatives Experiment in der Physiologie durchgeführt hat, das bereits den Experimenten im 17. Jahrhundert ähnelt, die heute als Zeichen für das Erscheinen der modernen experimentellen Methode gelten.

## Aufbau
Erhalten sind beinahe 2000 Zeilen. Den Hauptteil kann man in drei Abschnitte einteilen: Der erste Abschnitt enthält eine Liste von Definitionen medizinischer Konzepte über Krankheiten. Der zweite Abschnitt nennt ätiologisch die Lehrmeinungen über die Ursachen von Krankheiten von 20 berühmten Autoren aus dem 3. bis 1. Jahrhundert v. Chr. Darunter auch Platons Timaios. Der dritte Abschnitt behandelt die Physiologie. Auch auf der Rückseite ist der Papyrus beschrieben mit den Handschriften drei verschiedener Autoren. Der aristotelische Teil des Papyrus beginnt mit der Aussage, dass es eine erhebliche Meinungsverschiedenheit darüber gegeben hat, was Krankheiten überhaupt verursacht.
Die medizinischen Ansichten über die Zusammensetzung des Körpers, die dem Arzt Polybos zugeschrieben werden, sind der hippokratischen Schrift Über die Natur des Menschen ähnlich. Einige der im Papyrus genannten Theorien sind den Theorien Platons sehr ähnlich.

## Forschung zum Papyrus seit 1893
Zum ersten Mal beschrieben wurde der Papyrus von Frederic G. Kenyon 1892 und 1893 von Hermann Diels herausgegeben. Seit der Veröffentlichung hat sich die Forschung zum Papyrus stark verändert.
Die Veröffentlichung hatte für Aufsehen gesorgt, weil der Papyrus dem seit Jahrhunderten üblichen Verständnis der hippokratischen Medizin widersprach. Die unmittelbare Debatte konzentrierte sich danach auf die Frage nach der Identifizierung der Quellen der im Papyrus Hippokrates zugeschriebenen Ideen, auf die Frage nach dem Urheber des Papyrus und auf die Frage nach der Zuverlässigkeit der doxographischen Abschnitte, die sich auf Aristoteles beziehen. Den im Papyrus beschriebenen tatsächlichen Theorien wurde weniger Aufmerksamkeit geschenkt, das Interesse galt nicht den unbekannten Autoren.
Die im Papyrus dargestellte Figur des Hippokrates entsprach nicht dem Bild, das sich die Wissenschaft des 19. Jahrhunderts von ihm gemacht hatte. Lange Zeit konzentrierte sich die Wissenschaft deshalb auf die Frage nach Hippokrates, statt den Text als Gesamtwerk zu untersuchen. Erst bei den Vorbereitungen zu einer Neuauflage des Textes ergaben sich neue Herangehensweisen und die Betonung der Erkenntnis, dass der Text eindeutig unvollständig und vielleicht nur der Entwurf eines Werkes ist, das eine größere Bandbreite an Material umfassen sollte. Der physiologische Teil bricht mitten im Text ab und ist unvollendet. Möglich ist, dass der Text von einem ungebildeten Schreiber kopiert wurde, was zu Fehlern führte.
Die Geschichtsschreibung und Philologie des 19. Jahrhunderts unternahm große Anstrengungen zur Sammlung und Rekonstruktion von Texten wie dem Anonymus Londiniensis, die vor allem in der Kaiserzeit der Sammlung und Klassifizierung einer Fülle früherer Texte und Lehren gewidmet waren. Hatte Diels den Anonymus Londiniensis aber noch als in gewisser Weise zufällige Ansammlung von Texten betrachtet, wird heute auf seine Kohärenz und eine spezifische kulturelle Motivation der Antike zur Abfassung des Textes hingewiesen, deren Kenntnis wesentlich ist und die einen Wert an sich darstellt.

## Ausgaben
- Hermann Diels (Hrsg.): Anonymus londinensis ex Aristotelis Iatricis Menoniis et aliis medicis eclogae (= Supplementum Aristotelicum. Band 3,1). Reimer, Berlin 1893.
- Anonymus Londinensis. Auszüge eines unbekannten aus Aristoteles-Menons Handbuch der Medizin und aus Werken anderer älterer Aertze. Griechisch herausgegeben von Hermann Diels, deutsche Ausgabe von Heinrich Beckh und Franz Spät. Reimer, Berlin 1896 (Digitalisat).
- Daniela Manetti (Hrsg.): Anonymus Londiniensis: De medicina. De Gruyter, Berlin 2011, ISBN 978-3-1102-1871-8.